# Christine Höger
Christine Höger (* 19. April 1901 in Oberschwärzenbach, Bezirksamt Griesbach im Rottal; † 4. Februar 1982 in Berlin-Neukölln) war eine deutsche Politikerin (SPD).

## Leben
Christine Höger war eine Tochter eines Schuhmachermeisters und besuchte eine Volksschule in Tettenweis. 1920 kam sie als Hausangestellte nach Berlin, wo sie 1924 Mitglied des „Zentralverbands der Hausangestellten“ und 1927 der SPD wurde. Sie besuchte die Heimvolkshochschule Tinz. Ab 1928 arbeitete sie als Bürohilfe und später als Bibliotheksgehilfin. Nach der „Machtergreifung“ der Nationalsozialisten 1933 baute Höger ein Lebensmittelgeschäft auf und war gleichzeitig illegal am Widerstand gegen den Nationalsozialismus aktiv. 1940 wurde sie festgenommen und durch den Volksgerichtshof wegen „Vorbereitung zum Hochverrat“ zu zweieinhalb Jahren Zuchthaus verurteilt, die sie im Zuchthaus Cottbus absaß.
Nach dem Zweiten Weltkrieg arbeitete Höger als Angestellte beim Freien Deutschen Gewerkschaftsbund (FDGB) und 1946 beim Magistrat von Berlin. Bei der ersten Berliner Wahl 1946 wurde sie in die Stadtverordnetenversammlung von Groß-Berlin gewählt, bis sie 1950 wieder ausschied.
Christine Höger starb am 4. Februar 1982 um 15:55 Uhr im Krankenhaus Neukölln im Alter von 80 Jahren. Sie wohnte zuletzt im Simpsonweg 14 in Berlin 49. Sie war nicht verheiratet.